# Callidiellum rufipennis
Callidiellum rufipennis är en skalbaggsart som först beskrevs av Victor Ivanovitsch Motschulsky 1860.  I den svenska databasen Dyntaxa används istället namnet Callidiellum rufipenne. Callidiellum rufipennis ingår i släktet Callidiellum och familjen långhorningar.
Artens utbredningsområde är Iran. Arten har ej påträffats i Sverige. Inga underarter finns listade.